# Distrito de Gárdony
El distrito de Gárdony (húngaro: Gárdonyi járás) es un distrito húngaro perteneciente al condado de Fejér.
En 2013 su población era de 29 775 habitantes. Su capital es Gárdony.

## Municipios
El distrito tiene 2 ciudades (en negrita) y 8 pueblos (población a 1 de enero de 2012):
- Gárdony (9927) – la capital
- Kápolnásnyék (3610)
- Nadap (540)
- Pákozd (3199)
- Pázmánd (2029)
- Sukoró (1295)
- Szabadegyháza (2168)
- Velence (5359)
- Vereb (786)
- Zichyújfalu (941)